# Бирх-Пфейфер, Шарлотта
Шарлотта Бирх-Пфейфер (нем. Charlotte Birch-Pfeiffer; 23 июня 1800[…], Штутгарт, Герцогство Вюртемберг — 25 августа 1868[…], Берлин) — немецкая актриса и драматическая писательница.

## Биография
Шарлотта Пфейфер родилась 23 июня 1800 года в городе Штутгарте в семье чиновника Фердинанда Фридриха Пфейфера и его супруги Иоганны. В 1805 году её отец был приговорён в Вене к длительному заключению в крепости Гогенасперг за слишком явные прогерманские настроения, однако, уже в следующем году, по личной просьбе баварского короля Максимилиана I, был отпущен на свободу, после чего семья Пфейеров переехала в Мюнхен.
В возрасте тринадцати лет она поступила на придворную сцену и развила свой талант под руководством Цуккарини. Успешно выступая в ролях трагических любовниц, она встретила в Мюнхене и своих артистических путешествиях по Германии самый восторженный прием.
В 1825 году Шарлотта Бирх-Пфейфер вышла замуж за доктора Христиана Бирха — автора биографического сочинения «Ludwig Philipp der Erste, König der Franzosen» (3 том, Штутгарт, 1841—43; 3 изд. 1851).
Заключив договор с театром Ан дер Вин, который возглавлял Карл Карл, она предприняла целый ряд артистических поездок и гастролировала в Амстердаме, Будапеште и Санкт-Петербурге.
В 1837 году Шарлотта Бирх-Пфейфер взяла на себя управление цюрихским театром, намереваясь в союзе с Зейдельманом сделать его школой-рассадником для немецкой сцены вообще.
В 1843 году Шарлотта Бирх-Пфейфер оставила Цюрих и после гастрольного тура по городам Германии получила в 1844 году приглашение на королевскую сцену в Берлине, и оставалась в столице до самой кончины 25 августа 1868 года.
В конце XIX — начале XX века на страницах «Энциклопедического словаря Брокгауза и Ефрона» об этой женщине были написаны следующие строчки:

В своих драматических произведениях, большей частью сентиментального характера, она с большим умением приноровлялась ко вкусам публики и обнаружила хорошее знакомство со сценическими эффектами. Из её пьес удостоились хорошего приема «Pfefferrosel» (Вена, 1833); впервые ставилась в 1828 году «Hinko»; «Die Günstlinge», «Der Glö ckner von Notre Dame» (по «Notre-Dame de Paris» Виктора Гюго); «Rubens in Madrid» (Цюрих, 1839); «Dorf und Stadt» (1848, по «Frau Proffessorin» Ауэрбаха); «Die Marquise von Vilette» (1845); Б. испытала свои силы и в области оперы и романа. Многие пьесы её и теперь привлекают публику.
Вышедшие из под её пера «Gesammelte dramatischen Werke» были опубликованы в 23 томах (Лейпциг, 1863—1880), её «Gesammelte Novellen und Erzählungen» изданы в 3 томах (Лейпциг, 1862—65).
Её дочь Вильгельмина фон Гиллерн также приобрела известность на литературном поприще, как автор романов.

### Интерпретации драматических произведений
- Anna von Österreich (nach Alexandre Dumas)
- Dorf und Stadt (nach Berthold Auerbachs Die Frau Professorin)
- Der Glöckner von Notre Dame (nach Victor Hugo)
- Die Grille (nach George Sand)
- Herma oder der Sohn der Rache (nach Carl Franz van der Veldes Der böhmische Mägdekrieg).
- Der Herr Studiosus (nach Levin Schücking)
- Hinko (nach Ludwig Storchs Freiknecht)
- Mutter und Sohn (nach Fredrika Bremer «Die Nachbarn»), 1844
- Nacht und Morgen (nach Edward Bulwer-Lytton, 1. Baron Lytton)
- Pfeffer-Rösel oder die Frankfurter Messe (nach Wilhelm Asmus Dörings Sonnenberg).
- Steffen Langer aus Glogau oder Der holländische Kamin
- Die Waise aus Lowood (nach Charlotte Brontë)
- Die Frau in Weiß (nach Wilkie Collins)

### Собственные пьесы
- Der Goldbauer
- Iffland
- In der Heimat
- Kind des Glücks
- Der Leiermann und sein Pflegekind
- Thomas Thyrnau
- Wie man Häuser baut

### Либретто
- Die Großfürstin' (Musik: Friedrich von Flotow)
- La Réole. Oper in 3 Akten (Musik: Gustav Schmitt)
- Santa Chiara. Romantische Oper (Musik: Herzog Ernst II.)

### Рассказы
- Die Hand des Herrn
- Metta, Sophronia und Eugenia
- Trudchen
- Der Rubin
- Die todte Braut und die erste Liebe